# Eva von Sacher-Masoch
Pour les articles homonymes, voir Sacher et Sacher-Masoch.
Eva von Sacher-Masoch, Baronne Erisso (4 décembre 1911–22 mai 1991) est une aristocrate autrichienne, petite-nièce de l'auteur Leopold von Sacher-Masoch (1836—1895).

## Biographie
Née Eva Hermine von Sacher-Masoch, baronne Erisso, elle est la petite-nièce de Leopold von Sacher-Masoch, auteur de l'ouvrage La Vénus à la fourrure, et mère de Marianne Faithfull. Elle est née à Budapest, à l'époque partie intégrante de l'Empire austro-hongrois. Ses parents sont Artur Wolfgang, Ritter von Sacher-Masoch (1875–1953) et Flora Ziprisz de confession juive,,. Elle est la sœur du célèbre romancier Alexander von Sacher-Masoch (1901–1972).
Sacher-Masoch passe son enfance aux côtés de sa famille près de Karánsebes, une ville localisée en Transylvanie (actuellement connue sous le nom de Caransebeș, en Roumanie), puis se délocalise avec sa famille à Vienne en 1918. Jeune femme, elle emménage à Berlin où elle travaille comme danseuse de ballet pour Max Reinhardt Company, et participe à des productions de Bertolt Brecht et Kurt Weill. À la venue de la Seconde Guerre mondiale, Sacher-Masoch revient chez ses parents à Vienne, et s'y réfugie pendant toute la durée de la Guerre. Bien que d'ascendance juive, Sacher-Masoch et sa mère sont immunisées contre la tyrannie des Nazis.
Confrontés à Hitler depuis l'Anschluss, et après avoir assisté aux atrocités menées contre les Juifs dans les rues de Vienne, Sacher-Masoch et ses parents parviennent à cacher des tracts socialistes, échappant de justesse à la Gestapo. Sacher-Masoch assiste aux raids menés par l'United States Army Air Forces à Vienne depuis 1944, et à l'arrivée de l'Armée rouge en 1945. Avec le traumatisme vécu par les civils à l'époque, le documentaire Who Do You Think You Are? diffusé sur la chaîne télévisée britannique BBC, détaille son implication dans la distribution d'un magazine féminin en allemand après la Guerre.
À l'arrivée de l'armée britannique, Sacher-Masoch tombe amoureuse du Major Robert Glynn Faithfull, un officier et espion chargé d'en informer la famille si Alexander von Sacher Masoch était en vie. Le couple se marie en 1946, met au monde leur fille unique Marianne Faithfull (née Marian Evelyn Faithfull), et vit à Braziers Park, Oxfordshire, avant six années de séparation. Elle devient par la suite professeure de danse à l'internat Bylands de Stratfield Turgis, près de Basingstoke, dans le Hampshire, auprès d'enfants en difficulté.
Elle est enterrée au cimetière de Saint Mary, Aldworth, Berkshire, en Angleterre.